# Die Fliege (1958)
Die Fliege (Originaltitel: The Fly) ist ein US-amerikanischer Science-Fiction-Horrorfilm, der 1958 von Kurt Neumann gedreht wurde. Er basiert auf der Kurzgeschichte Die Fliege des Autors George Langelaan, die 1957 im Magazin Playboy erschien, und hält sich sehr genau an die literarische Vorlage. Aufgrund des kommerziellen Erfolges wurden zwei Fortsetzungen produziert. 1986 drehte David Cronenberg eine Neuverfilmung.

## Handlung
Inspektor Charas untersucht den Tod des Wissenschaftlers André Delambre. In einer Rückblende wird die Geschichte erzählt: Delambre hat an einem Teleportationsgerät geforscht. In einem Selbstversuch hat er dabei eine Fliege im Gerät übersehen, und das Gerät hat die beiden gekreuzt: Delambre hat nun einen gigantischen Fliegenkopf und einen Fliegenarm, während die Fliege mit einem menschlichen Kopf davonfliegt. Um dies rückgängig zu machen, benötigt der Wissenschaftler die Fliege, derer er jedoch nicht habhaft werden kann.
In der Erkenntnis, das Geschehene nicht rückgängig machen zu können, beschließt der Wissenschaftler, sich und seine Forschungsergebnisse zu zerstören. Dazu bittet er seine Frau, alle Hinweise auf das Geschehen sowie seine Forschungsergebnisse zu zerstören und ihn zu töten, indem sie seinen Kopf und Arm in einer Presse zerquetscht, was sie mit seiner Hilfe schließlich auch macht.
Inspektor Charas glaubt der Ehefrau nicht und will sie verhaften lassen, als er von Andrés Bruder François in den Garten gerufen wird. Der spielende Sohn des Getöteten, Philippe, hat eine Fliege mit einem menschlichen Kopf entdeckt, die in ein Spinnennetz geraten ist und um Hilfe ruft. Kurz bevor die Spinne ihr Opfer erreicht, nimmt Inspektor Charas einen Stein zur Hand und zerquetscht beide.

## Veröffentlichung
- USA: 16. Juli 1958
- Deutschland: 3. Oktober 1958[1]

- 2004 erschien der Film auf DVD.

## Synchronisation
Für diesen Film existieren zwei verschiedene deutsche Synchronbearbeitungen. Die erste entstand 1958 in den Ateliers der Elite-Film in Berlin unter der Regie von Wolfgang Schick. Die zweite Fassung fertigte die Arena Synchron GmbH, Berlin 1976 im Auftrag der ARD an. Diese Neufassung wird seither stets gezeigt.
| Rolle              | Darsteller       | Synchronsprecher (1958) | Synchronsprecher (1976) |
| ------------------ | ---------------- | ----------------------- | ----------------------- |
| André Delambre     | David Hedison    | Wolfgang Kieling        | Norbert Langer          |
| Hélène Delambre    | Patricia Owens   | Sigrid Lagemann         | Almut Eggert            |
| François Delambre  | Vincent Price    | Siegfried Schürenberg   | Friedrich Schoenfelder  |
| Inspektor Charas   | Herbert Marshall | Walther Süssenguth      | Heinz-Theo Branding     |
| Emma (Hausmädchen) | Kathleen Freeman | Eva Bubat               | Elisabeth Ried          |
| Schwester Anderson | Betty Lou Gerson | Elisabeth Ried          | Bettina Schön           |
| Philippe           | Charles Herbert  | Helo Gutschwager        | Andrej Brandt           |
| Gaston             | Torben Meyer     | Otto Stoeckel           | Herbert Weißbach        |
| Dr. Ejoule         | Eugene Borden    | ?                       | Friedrich W. Bauschulte |

## Kritiken
Der Film erhielt von seinem Erscheinen an sehr kontroverse Kritiken und wird auch weiterhin in der einschlägigen Literatur sehr unterschiedlich beurteilt.
- „[…] einer der wenigen untadeligen SF-Horror-Filme“ (Jeff Rovin, Autor von A Pictorial History of Science Fiction Films, hier zitiert nach: Hahn/Jansen, S. 157)
- „Ein zurückhaltender, klarer und nicht unbedingt anspruchsvoller Film, der mit einfachen Mitteln eine beinahe unerträgliche Spannung erzeugt.“ (Filmkritik der New York Times, hier zitiert nach Hahn/Jansen, S. 157)
- „Naiver Science-Fiction-Horror-Film, der auch heute noch durch den eigenwilligen Charme des Unfertigen unterhält.“ (Lexikon des internationalen Films[4])
- Das Handbuch der katholischen Filmkritik nennt den Film „Kintopp-Unsinn, der sich für furchterregend hält, schon ab 16 aber höchstens für ein Kopfschütteln über soviel barbarische Geschmacklosigkeit langt. Niemandem zu empfehlen!“[5]
- „‚Die Fliege‘ ist vielleicht der widerlichste aller Insekten-SF-Filme.“ (Dennis Saleh, Science Fiction Gold. Film Classics of the 50s, New York 1979, hier zitiert nach: Hahn/Jansen, S. 157)
- „[…] spätestens von der Mitte der Handlung an tötet sich dieses utopische Sensationsstück aus Hollywoods unterem Phantasiekeller durch seine Lächerlichkeit.“ (Filmkritik im film-dienst, hier zitiert nach: Hahn/Jansen, S. 157)

## Comic
Im Oktober 2015 erschien der Comic The Fly: Outbreak von Autor Brandon Seifert und Zeichner „menton3“ (Menton J. Matthews III).

## Fortsetzungen und Neuverfilmung
Der Film war kommerziell erfolgreich und zog zwei Fortsetzungen nach sich sowie eine Neuverfilmung und deren Fortsetzung.
- Die Rückkehr der Fliege (1959, Regie: Edward Bernds)
- Der Fluch der Fliege (1965, Regie: Don Sharp)
- Die Fliege (1986, Regie: David Cronenberg)
- Die Fliege 2 (1989, Regie: Chris Walas)

## Verschiedenes

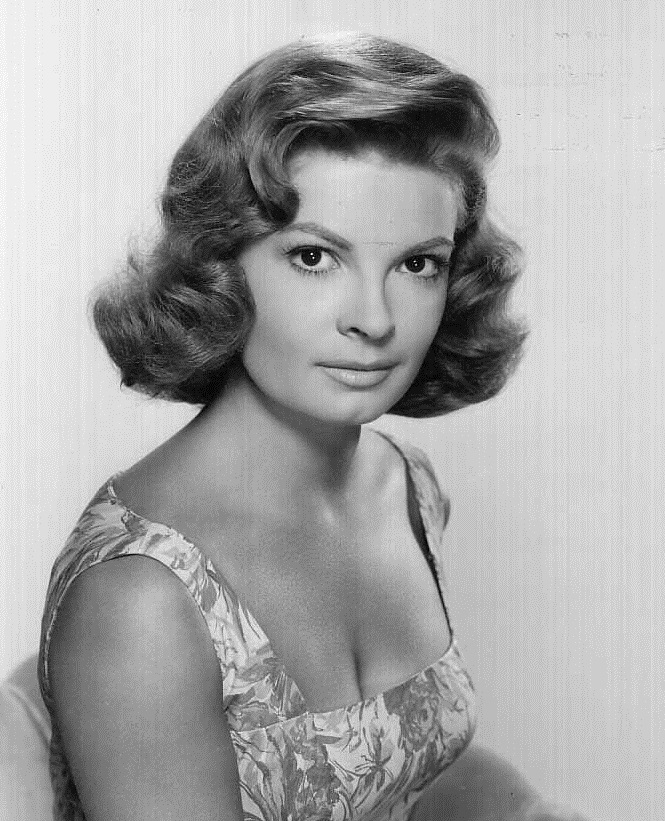
Patricia Owens spielt die Ehefrau des Erfinders

- Wie viele andere Horrorfilme wurde auch dieser in einer Halloween-Episode der TV-Serie Die Simpsons parodiert.
- Nach einem Gespräch mit dem Astronauten Alan Shepard soll Gene Roddenberry, der Erfinder des Star-Trek-Universums, durch diesen Film zur „Erfindung“ der Technik des Beamens angeregt worden sein, dessen optische Effekte er dem Film Alarm im Weltall (1957) entlehnte.
- Die tragische Hauptperson ist zwar der deformierte Wissenschaftler, jedoch liegt der Fokus verstärkt auf seiner Frau, da diese seine Wünsche ausführt und das Hauspersonal befehligt. Der Fliegen-Mensch versteckt sich in seinem Labor, vermeidet Kontakt zu den anderen, verbirgt seinen Kopf durch ein Laken und kann nicht sprechen. Die völlige Enthüllung seiner Erscheinung bedeutet zugleich den darauf folgenden Tod und die Vernichtung der Beweise. Zudem spielt der Schwager eine große Rolle als Identifikationsfigur für den Zuschauer.
- Trotz ihrer Monstrosität wird die menschliche Stubenfliege nicht als böses Tier dargestellt, auch wenn sich der Wissenschaftler zum Ende hin kaum mehr verstandesgemäß kontrollieren kann und auch deshalb entscheidet, seinem Leben ein Ende zu setzen.